# Hidalgo (Illinois)
Hidalgo és una població dels Estats Units a l'estat d'Illinois. Segons el cens del 2000 tenia 123 habitants.

## Demografia
Segons el cens del 2000, Hidalgo tenia 123 habitants, 50 habitatges, i 31 famílies. La densitat de població era de 139,7 habitants/km².
Dels 50 habitatges en un 34% hi vivien nens de menys de 18 anys, en un 48% hi vivien parelles casades, en un 6% dones solteres, i en un 38% no eren unitats familiars. En el 34% dels habitatges hi vivien persones soles el 22% de les quals corresponia a persones de 65 anys o més que vivien soles. El nombre mitjà de persones vivint en cada habitatge era de 2,46 i el nombre mitjà de persones que vivien en cada família era de 3,16.
Per edats la població es repartia de la següent manera: un 27,6% tenia menys de 18 anys, un 10,6% entre 18 i 24, un 22% entre 25 i 44, un 23,6% de 45 a 60 i un 16,3% 65 anys o més.
L'edat mediana era de 33 anys. Per cada 100 dones de 18 o més anys hi havia 97,8 homes.
La renda mediana per habitatge era de 25.972 $ i la renda mediana per família de 26.875 $. Els homes tenien una renda mediana de 25.417 $ mentre que les dones 20.000 $. La renda per capita de la població era de 13.167 $. Cap de les famílies i el 6,3% de la població estaven per davall del llindar de pobresa.

## Poblacions més properes
El següent diagrama mostra les poblacions més properes.